# Austin Lane Crothers
Austin Lane Crothers, född 17 maj 1860 i Cecil County, Maryland, död 25 maj 1912 i Elkton, Maryland, var en amerikansk demokratisk politiker och jurist. Han var Marylands guvernör 1908–1912.
Crothers avlade 1890 juristexamen vid University of Maryland och inledde sin karriär som advokat i Elkton. År 1891 tillträdde han som åklagare för Cecil County och innehade det ämbetet i fyra år. Han var ledamot av Marylands senat 1898–1901. Senare arbetade han som domare.
Crothers efterträdde 1908 Edwin Warfield som guvernör och efterträddes 1912 av Phillips Lee Goldsborough. Presbyterianen Crothers avled i en ålder av 52 år och gravsattes på West Nottingham Presbyterian Cemetery i Elkton.